# Nintendo Wars
Nintendo Wars (conhecido geralmente como Advance Wars, fora do Japão) é uma série de jogos eletrônicos de estratégia por turnos desenvolvida pela Intelligent Systems e publicados pela Nintendo. A série estreou originalmente em 12 de agosto de 1988 no Japão. Assim como na série Fire Emblem, alguns títulos da franquia foram lançados apenas no Japão. Advance Wars (2001) foi o primeiro jogo a ser lançado no ocidente, em 10 de setembro de 2001 para o console portátil Game Boy Advance. O título foi adiado no Japão e na Europa devido aos incidentes de 11 de setembro. Ele foi lançado no Japão através da compilação Game Boy Wars Advance 1+2, que foi lançada para o Game Boy Advance em 25 de novembro de 2004 e para o Virtual Console do Wii U em 3 de abril de 2014.

## Jogabilidade
O jogador assume o papel de um comandante de um exército, geralmente de um país chamado Red Star (Orange Star em liberações ocidentais). Na campanha do único-jogador dos jogos do Advance Wars, cada nível consiste em um mapa novo e em um CO opondo-se para depois ir à derrota. A vitória é conseguida quando todas as unidades do oponente foram destruídas, seu Quartel General é capturado, ou uma outra condição (geralmente mencionada) da vitória foi aplicada. Os jogadores fazem turnos para usar suas unidades de exército, cada uma de que pode ser usada uma vez por turno. Os recursos disponíveis incluem infantaria, tanques, artilharia, "rocket"s, e muitas outras unidades militares. No começo de cada turno, os jogadores recebem uma quantidade de dinheiro baseada em quantas cidades ou bases prendem atualmente, que podem ser gastados dentro de indústria para construir unidades novas. Entretanto, cada fábrica pode ser usada para construção militar somente uma vez por turno, porque a unidade recentemente construída não pode ser movida e obstruiria a saída da fábrica. Entretanto, em todas os jogos da série  Nintendo Wars  antes do  Advance Wars , as fábricas tiveram que estar perto do HQ a ser usado para a construção de unidades. A modalidade multi-player é uma parte importante da série  Nintendo Wars . Isto permite que os jogadores compitam de encontro aos amigos, cada um que escolhe um oficial comandante para jogar e o país representar.  Advance Wars  a série dos jogos, junto com o distante menos sabidos  Game Boy Wars 3, incluem Map Editors, dando lhes o "jogar de novo" infinito.

## Jogos
| Título                            | Desenvolvedora                     | Publicadora | Plataforma(s)                             | Ano de Lançamento | Notas |
| --------------------------------- | ---------------------------------- | ----------- | ----------------------------------------- | ----------------- | --- |
| Famicom Wars                      | Intelligent Systems, Nintendo R&D1 | Nintendo    | Family Computer                           | 1988              | Primeiro jogo da série. Lançado exclusivamente no Japão. |
| Game Boy Wars                     | Intelligent Systems, Nintendo R&D1 | Nintendo    | Game Boy                                  | 1991              | Lançado exclusivamente no Japão. |
| Game Boy Wars Turbo               | Hudson Soft                        | Hudson Soft | Game Boy                                  | 1997              | Versão aprimorada do título Game Boy Wars com melhorias na inteligência artificial, novos mapas e suporte ao Super Game Boy. Lançado exclusivamente no Japão.                                                                                     |
| Super Famicom Wars                | Intelligent Systems                | Nintendo    | Super Famicom Satellaview, Nintendo Power | 1998              | Lançado exclusivamente no Japão. |
| Game Boy Wars 2                   | Hudson Soft                        | Hudson Soft | Game Boy Color                            | 1998              | Disponível para Game Boy ou Game Boy Color. Lançado exclusivamente no Japão. |
| Game Boy Wars 3                   | Hudson Soft                        | Hudson Soft | Game Boy Color                            | 2001              | Exclusivo de Game Boy Color. Lançado exclusivamente no Japão. |
| Advance Wars                      | Intelligent Systems                | Nintendo    | Game Boy Advance                          | 2001              | Primeiro título lançado na América do Norte e na Europa. Em 2004, foi lançado no Japão, junto com o jogo Advance Wars 2: Black Hole Rising na compilação Game Boy Wars Advance 1+2. Primeiro jogo da série a apresentar um modo história.         |
| Advance Wars 2: Black Hole Rising | Intelligent Systems                | Nintendo    | Game Boy Advance                          | 2003              | Lançamento individualmente na América do Norte e Europa. Foi lançado no Japão, junto com o jogo Advance Wars na compilação Game Boy Wars Advance 1+2.                                                                                             |
| Advance Wars: Dual Strike         | Intelligent Systems                | Nintendo    | Nintendo DS                               | 2005              | |
| Battalion Wars                    | Kuju Entertainment                 | Nintendo    | Nintendo GameCube                         | 2005              | Foi originalmente intitulado de Advance Wars: Under Fire mas o nome foi alterado para o público ocidental e foi considerado um spin-off da série Advance Wars em vez de uma sequência direta. No Japão, a série retornou com o nome Famicom Wars. |
| Battalion Wars 2                  | Kuju Entertainment                 | Nintendo    | Wii                                       | 2007              | |
| Advance Wars: Days of Ruin        | Intelligent Systems                | Nintendo    | Nintendo DS                               | 2008              | Foi lançado na América do Norte e Europa. Um lançamento para o território japonês foi planejado mas posteriormente foi cancelado. |
| Advance Wars 1+2: Re-Boot Camp    | WayForward                         | Nintendo    | Nintendo Switch                           | 2021              | Remakes do jogo original, Advance Wars e sua sequência, Advance Wars 2: Black Hole Rising. |